# Vineyard, Kalifornien
Vineyard är en ort (CDP) i Sacramento County, i delstaten Kalifornien, USA. Enligt United States Census Bureau har orten en folkmängd på 24 836 invånare (2010) och en landarea på 44,6 km².